# 大橋照枝
大橋 照枝（おおはし てるえ、1941年1月5日 - 2012年8月5日）は、日本の評論家、社会学者。専門はマーケティングだが『未婚化の社会学』などで知られた。

## 来歴
滋賀県出身。1963年京都大学文学部哲学科社会学専攻卒業。大広に入社し、マーケティングディレクターを務めた。國學院大學栃木短期大学助教授、1992年麗澤大学経済学部教授、2011年定年退任、客員教授、東北大学客員教授。2001年「持続可能な発展にむけての静脈系社会の設計に関する研究」で昭和女子大学博士（学術）。
2012年8月5日、肺癌のため71歳で死去。

## 著書
- 『ウーマンズマーケットToday 女性視点の女性市場論』商業界 まあきゅりいぶっくす 1983
- 『消費社会のネクスト・フロンティア 90年代市場を見透す7つのキーワード』日本能率協会 1986
- 『生活文化大革命 女が変わる男を変える 「個」志向(ホロン型)時代の売れ筋をつかむビジネス戦略』学習研究社 1988
- 『世代差ビジネス論 新時代をとらえるマーケティング』東洋経済新報社 1988
- 『新快適マーケット 快適世代をとらえる五感ビジネス』日本経済新聞社、日経マーケディア 1989
- 『リゾート立国 モナコにみる開発戦略』NTT出版 1990
- 『パーソナル消費時代のマーケティング戦略情報システム』ティビーエス・ブリタニカ 1991
- 『ニューシングルズ・パワー マーケティング+女性学の視点でみる』東急エージェンシー出版事業部 1992
- 『未婚化の社会学』日本放送出版協会・NHKブックス 1993
- 『環境マーケティング戦略 エコロジーとエコノミーの調和』東洋経済新報社 1994
- 『女性のためのパソコン活用術』岩波ブックレット 1996
- 『デジタル時代のパーソナル・マーケティング』NTT出版 1996
- 『静脈系社会の設計 21世紀のパラダイム』有斐閣 2000
- 『環境マーケティング大全 エコ・エコノミーの実践のために』麗澤大学出版会 2002
- 『心はつかめる!「幸福の法則」マーケティング』宝島社新書 2003
- 『「満足社会」をデザインする第3のモノサシ「持続可能な日本」へのシナリオ』ダイヤモンド社 2005
- 『ヨーロッパ環境都市のヒューマンウェア 持続可能な社会を創造する知恵』学芸出版社 2007
- 『幸福立国ブータン 小さな国際国家の大きな挑戦』白水社 2010
- 『幸せの尺度 「サステナブル日本3.0」をめざして』麗澤大学出版会 2011

## 参考
- 幸せの尺度―「サステナブル日本3.0」をめざして - 紀伊國屋書店BookWeb